# Mania di Dardano

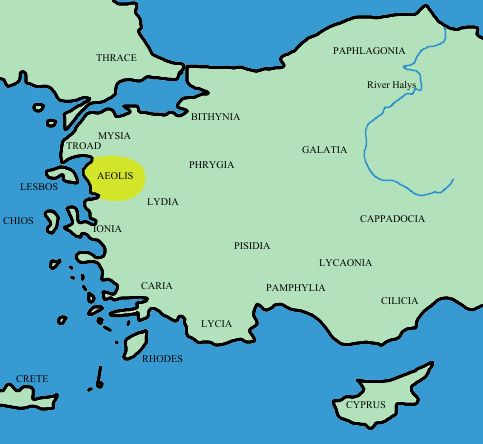
Cartina dell'Asia Minore con l'Eolide in evidenza

Mania di Dardano (in greco antico: Μανία Δαρδανίς?, Manìa Dardanìs; ... – IV secolo a.C.) fu amministratrice dell'Eolide per conto del satrapo della Frigia Ellespontica Farnabazo nel 397 a.C..
Successe al marito Zeni di Dardano

## Biografia
L'unica fonte della sua esistenza sono le Elleniche di Senofonte: Mania di Dardano, moglie del suo predecessore Zeni, ottenne l'incarico di satrapo dopo la morte del marito. Grazie ai doni che portò con sé e alla sua capacità persuasiva riuscì ad accattivarsi il favore delle concubine di Farnabazo, satrapo titolare del territorio; le sue abilità militare e diplomatiche gli consentirono di diventare consigliera del satrapo stesso e nuova amministratrice dell'Eolide. Il suo nome è legato ad un altro personaggio non altrimenti noto se non grazie a Senofonte, Midia di Scepsi, genero di Mania che la uccise sotto la spinta dell'opinione di alcuni tradizionalisti che non vedevano di buon occhio una donna al potere, strangolandola, alla fine del 397 a.C. Tuttavia le città di Larisa, Amassito e Colone, occupate da Mania, si rifiutarono di accogliere Midia che si dichiarava nuovo satrapo. Farnabazo gli promise vendetta ma prima di lui fece Dercilida, re Spartano che agiva nel frattempo in Asia Minore: attaccò le città di Scepsi e Gergite e vi riportò la democrazia: a Gergite sequestrò il tesoro di Mania, togliendolo ai desideri di Midia che ottenne di tornare in patria, a Scepsi, e di godere soltanto dell'eredità paterna cioè ciò che era giusto egli ottenesse.

## Interpretazione dell'evento
L'episodio, apparentemente minore nell'economia delle Elleniche di Senofonte, viene riportato dall'autore ateniese per sottolineare la politica di Dercilida e in genere di Sparta basata sul criterio del "giusto": più volte Midia chiede a Dercilida cosa gli spetta, e Dercilida risponde sempre: "ciò che è giusto." Alla fine ciò che è giusto si rivelerà essere solo l'eredità paterna, perché il tesoro di Mania era stato preso con un omicidio ingiusto, turpe e inutile.